# Albert Rohan
Albert Rohan (9. května 1936 Melk – 4. června 2019 Vídeň) byl rakouský diplomat, sloupkař a hospodářský poradce.

## Život
Albert Rohan pochází z francouzského rodu Rohanů, který se po Velké francouzské revoluci usadil v Rakousku.
Po studiu a promoci v oblasti práva na Vídeňské univerzitě a postgraduálu na College of Europe nastoupil v roce 1963 na rakouské ministerstvo zahraničních věcí (Bundesministerium für europäische und internationale Angelegenheiten). Během své diplomatické služby působil v Bělehradě, Londýně a během působení Kurta Waldheima ve funkci generálního tajemníka OSN v New Yorku. Zde v roce 1977 vedl Albert Rohan kancelář generálního tajemníka. Albert Rohan byl velvyslancem v Argentině, Uruguayi a Paraguayi. Od roku 1996 byl generálním sekretářem na ministerstvu zahraničí. V roce 2004 byl zpravodajem mezinárodní komise EU pro Turecko. Společně s Martti Ahtisaariem byl v roce 2005 pověřen spojenými národy jako vyjednávač v kosovo konfliktu k projednání budoucího statutu srbského Kosova pod správou Spojených národů.
Albert Rohan byl prezidentem Rakousko-americké společnosti (Österreichisch-Amerikanische Gesellschaft). Byl také viceprezidentem Rakouské společnosti pro evropskou politiku (Österreichische Gesellschaft für Europapolitik) a zakladatel European Council on Foreign Relations.

### Rodina
Albert Rohan byl ženat s Monikou von Zallinger.

## Dílo
- Diplomat am Rande der Weltpolitik. Begegnungen, Beobachtungen, Erkenntnisse. Molden, Wien 2002, ISBN 3-85485-079-4.

## Vyznamenání
- 2001: Čestný odznak Za zásluhy o Rakouskou republiku